# Огненне коло
«Огненне коло. Повість про трагедію під Бродами» — роман І. Багряного про битву під Бродами влітку 1944 року, написаний і виданий у Німеччині в 1953 року.

## Історія написання й видання
За задумом автора, це заключна частина масштабної героїчної епопеї «Буйний вітер» про українську молодь у роки Другої світової війни. І. Багряний написав і видав у 1953 року спочатку останню книгу, а в 1957 — першу частину трилогії — «Маруся Богуславка». Твору, що сполучив би ці два романи, написано не було. Таку поспішність у роботі над епопеєю автор пояснював непереборним бажанням вказати «українським патріотам» в еміграції на їхні помилки при формуванні дивізії «Галичина».

## Історична основа твору
В основу твору покладено неоднозначну історію української дивізії СС «Галичина». У липні 1944 року під містом Броди на Львівщині було розбито німецьку армію, на боці якої воювала ця дивізія. Весь трагізм ситуації полягав у тому, що українці воювали по різні сторони барикад, одне проти одного. Багряний хотів показати, «де був український народ, хто в дійсності громив німців жорстоко й немилосердно в тій фазі війни (український народ), чому загинула українська (з українських юнаків сформована) дивізія „Галичина“». «І треба було мати воістину синівську любов до свого народу, а водночас і видатний талант, щоб уже тоді зважитись у художній формі, мужньо й правдиво, одначе без відчаю, сказати перед усім світом про те, що сталося, і чого ніхто, крім Багряного, не зміг, не зумів».

## Ідейно-тематичне спрямування та проблематика
Головною в романі є ідея «національного порятунку, виходу з того справді зачарованого кола приреченості й самознищення, в якому внаслідок багатовікового бездержавного існування опинився український народ, нація. …Вирок братовбивству винесло саме життя. …Тож чи була можлива омріяна реальна перемога, коли представники одного народу, незважаючи на попередні жертви і втрати, знову билися у смертельному герці між собою в різних, однаково чужих арміях, під різними прапорами, по різні, ворожі, непримиренні боки?..». Автор прагнув розкрити всю трагедію визвольної боротьби, що переросла в громадянське протистояння, засудити тих українських «патріотів», які переслідували власні політичні амбіції, що призвело до братовбивчої війни. Роман доводить, що союз із загарбниками задля боротьби за свою незалежність ніколи ще не приніс позитивного результату. Піднімаються проблеми патріотизму й героїзму, війни та миру, честі й гідності, добра та зла.

## Сюжет
Сюжет має хронікальний характер. Багряний детально аналізує й розмірковує над подіями, складною долею України у круговерті нових визвольних змагань, причинами поразки та протистояння в українському таборі.
У центрі подій — українські юнаки, «щойно зрекрутовані», сповнені надій і життєвого оптимізму, «жадоби подвигу в ім'я любові», Батьківщини. «Це все молодь, зелена-зеленісінька, цвіт землі галицької й не галицької, цвіт землі української…» Це романтики, до яких поступово приходить прозріння. Оптимізм змінює гіркота трагедії українського народу, яка розкривається в братовбивчій війні.
Головний герой Петро Сміян, командир батареї важкої артилерії, пліч-о-пліч зі своїм юним товаришем — синьооким мрійником Романом Пелехом зі Дрогобича героїчно б'ються з жорстоким ворогом, з останніх сил намагаючись вирватися з оточення, втрачаючи побратимів, перебуваючи у стані крайнього фізичного та психологічного напруження. «Хто був на війні, той знає, яке самопочуття у тих, що вперше йдуть назустріч громам і спалахам війни, назустріч смерті. У відповідь на далекі громи артилерійської канонади десь за обріями серце завмирає і одривається зі свого місця, ниє і скімлить душа, а жадоба жити криком кричить з усіх клітин людського єства…» У головах українських хлопців із дивізії «Галичина» зароджується сумнів щодо моральної сили ворога, який теж захищає свою землю. З'являється непереборне бажання побачити очі ворога. Довгоочікуване прозріння головного героя настає, коли Петро серед екіпажу підбитого ним ворожого танка впізнає свою кохану дівчину Ату: «ворогом» виявилась найрідніша людина. «Так ось він, „в о р о г“!..» — з жахом усвідомлює герой, утікаючи «від того, від чого не можна втекти».
Автору вдалося реалістично зобразити трагедію цілого покоління, складну долю «розщепленого» народу, який став заручником у протистоянні двох тоталітарних режимів. «Минуть десятиліття, і ми воскреснемо в народній пам'яті… Нас тут так багато лягло, а ще немало ляже кістьми, що цей шматок землі української і ці дні, затягнуті димом і нашими воплями, лишаться в віках, як українські ще одні Термопіли…» — говорить герой Багряного.